# Эфиопские евреи
Эфиопские евреи, фалаша (ивр. יְהוּדֵי אֶתְיוֹפְּיָה‎ Yehudey Etyopyah, геэз ፈላሻ — «пришельцы», «выходцы»); самоназвание бетэ Исраэль (ивр. בֵּיתֶא יִשְׂרָאֵל‎ Bēteʾ Yīsrāʾēl — «дом Израиля») — этнолингвистическая группа (община) евреев, которая до массовой алии в Израиль (начало 1980-х) проживала в основном в северной и северо-западной Эфиопии. К этому периоду община насчитывала около 45 тыс. человек.
Эфиопские евреи населяли области вокруг озера Тана и к северу от него (например, горы Сымен). Во 2-й половине XX века они жили примерно в 500 собственных селениях в областях Сымен (Семиен), Дембиа, Секелт и Волкает, главным образом в провинции Гондар (ныне регион Амхара, зона Северный Гондэр). Эфиопские евреи также проживали в провинции Тыграй, в исторических областях Ласта и Куара и в городах Гондэр (в отдельном квартале) и Аддис-Абеба. Основным их занятием было земледелие (большинство — арендаторы), а также различные ремесла: гончарное дело, прядение, ткачество, плетение корзин, кузнечное и ювелирное дело. Многие работали в городах на строительстве. В сущности, бета-исраэль были главным образом ремесленниками, особенно в северо-западной Эфиопии.
Эфиопские евреи исповедовали разновидность неталмудического иудаизма.

## Язык

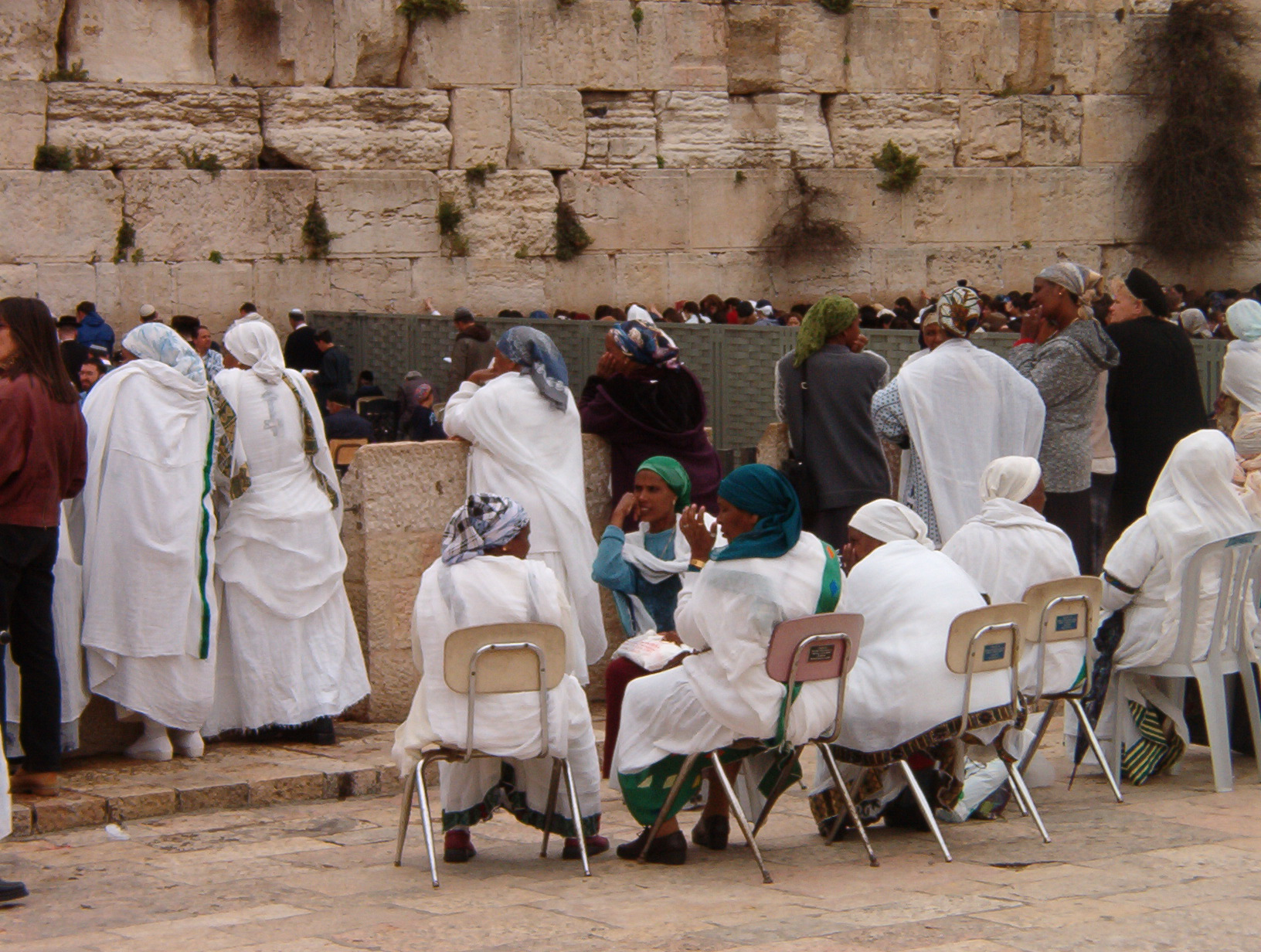
Эфиопские женщины у Стены Плача в Иерусалиме

Изначальными языками эфиопских евреев были близкие агавские языки — кайла и квара (диалект языка кемант). От первого остались лишь записи исследователей, второй частично сохранялся ещё ко времени переселения фалаша в Израиль, где им сейчас владеют пожилые переселенцы. В Эфиопии все фалаша говорили на амхарском — языке окружающего населения и официальном языке Эфиопии, и большинство только на нём. Незначительная часть говорила на языке тиграй. Богослужебным языком фалаша является геэз. В Израиле многие переходят на иврит, хотя в целом его знание одно из самых низких среди евреев-переселенцев из других стран.

## История
Происхождение фалашей неизвестно. По преданию, сохраненному ими и записанному путешественником в XVIII веке, они покинули Иерусалим в сопровождении Менелика, сына царя Соломона и царицы Савской. После долгого пребывания на берегу, примерно в то время, когда торговля на Красном море перешла в руки иностранцев, они, по-видимому, удалились вглубь страны, где занялись изготовлением глиняной посуды. Другие считают фалашей потомками пленников Салманасара или евреев, изгнанных из Иудеи, когда Иерусалим был разрушен во времена Тита и Веспасиана. В 1973 году главный сефардский раввин Израиля Овадья Йосеф признал фалашей потомками колена Дана.
Саба располагалась на юге Аравийского полуострова, а в Эфиопии находились лишь её колонии), его сопровождали Азария, сын первосвященника Цадока, и 12 старейшин с семьями. Эфиопские евреи считают себя потомками этих знатных людей Иерусалима.

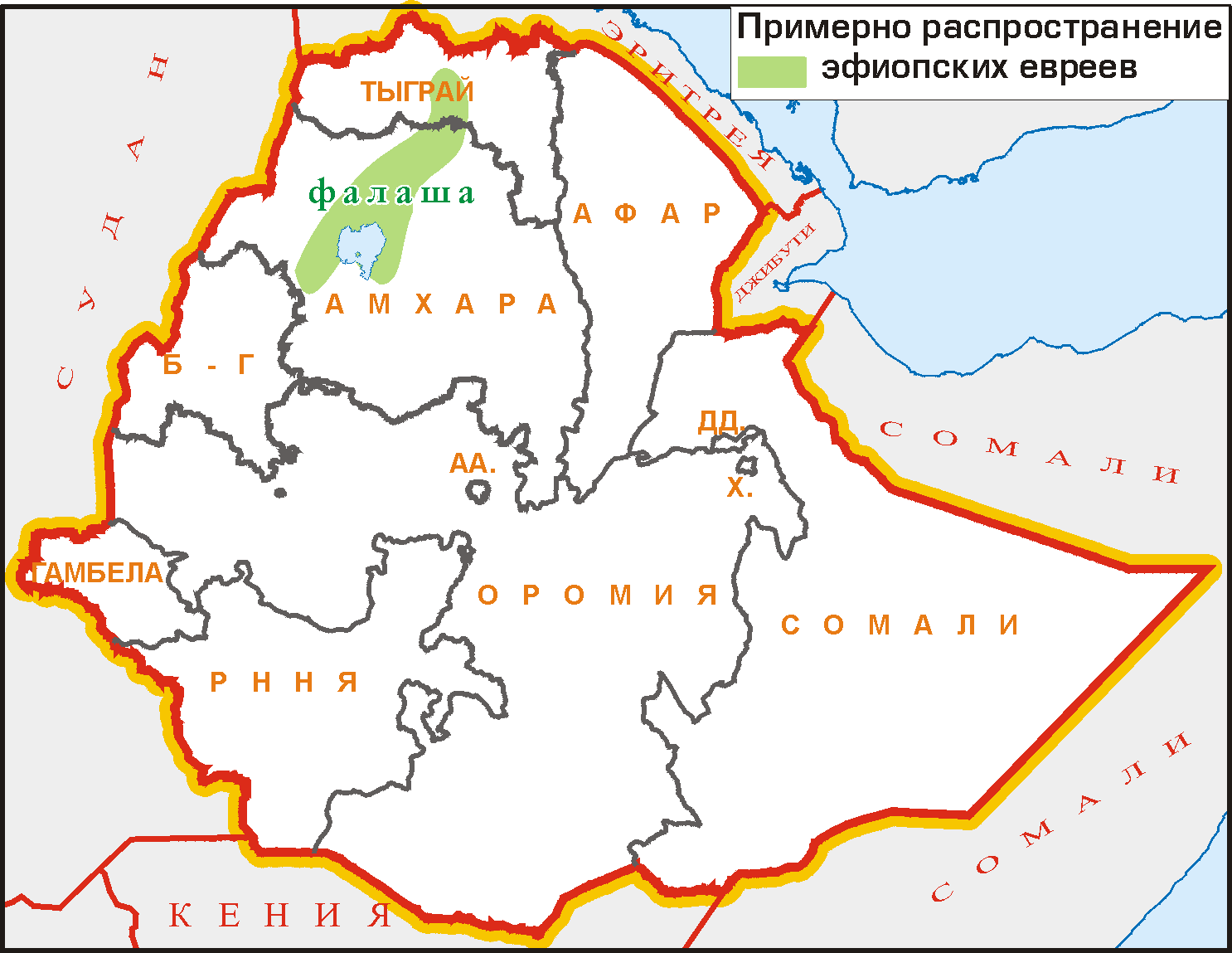
Примерная территория фалаша в Эфиопии

По одной теории, еврейская религия распространялась среди племён агау евреями — жителями Южной Аравии, хотя она могла дойти до них и через Египет, или даже благодаря евреям, осевшим в Эфиопии и со временем ассимилировавшимся среди местного населения. Эфиопские хроники свидетельствуют, что иудаизм был широко распространён ещё до обращения в христианство (IV—V вв.) Аксумского царства в северной Эфиопии. Считается, что вследствие этого начались гонения на последователей иудаизма, которым пришлось покинуть прибрежный регион и отступить в горные районы к северу от озера Тана, где они сосредоточились и сохраняли политическую независимость под предводительством собственных правителей. Пленные евреи, приведённые в 525 г. после похода аксумского царя Калеба против химьяритского царя Юсуфа Зу Нуваса, были поселены в исторической области Сымен и укрепили приверженность местного населения к иудаизму. Считается, что таким образом, вероятно, сформировалась община бета-исраэль, которая в сущности была остатками населения, сохранившегося с дохристианского периода древнего эфиопского царства Аксум.
Согласно другой теории, община бета-исраэль происходит не от местного населения, принявшего в первые века нашей эры еврейскую религию, а является результатом своеобразного развития одной из ветвей эфиопского христианства, испытавшей большее влияние иудаизма, чем основное течение коптской монофизитской церкви в целом.
Эфиопские христиане считают фалаша выходцами из Иерусалима при Тите, сами же они, как и их христианские соотечественники, рассказывают о своём появлении в Эфиопии распространённую в ней и Аравии легенду о Соломоне и Савской царице. По антропологическому типу, одежде, языку фалаша ничем не отличаются от других абиссинцев, особенно племени агау; еврейского языка они не знают, Танах (Ветхий Завет) имеют в том же древнеэфиопском переводе на язык геез, который употребляется в христианской эфиопской церкви и который, очевидно, ими от неё заимствован, равно как и многие несвойственные еврейству христианские особенности и книги. Имя евреев (йахуд) им почти неизвестно; себя они называют иногда Бета-Израэль — «дом Израилев». Несомненно, что фалаша — туземное племя, обращённое в иудаизм, но остаётся неизвестным кем и когда. Незнакомство с Талмудом, с праздниками пурим и обновления и с некоторыми сравнительно поздними обычаями, существование жертвоприношений как будто указывают на глубокую древность; с другой стороны, полная зависимость от христианской церкви в библейском тексте, доходящая до незнакомства со священной тетраграммой JHWH, делает вопрос крайне запутанным. Вероятно, получив иудаизм от выходцев из Южной Аравии ещё в древности, фалаша, отрезанные от сношений с еврейским миром, подпали под влияние господствующей церкви; к тому же их число иногда увеличивалось отпадением от христианства целых областей, которые сохраняли кое-что из своих прежних верований и этим влияли на них. Живут фалаша на высотах Самиена, в дикой Куаре, в Дембее, у озера Цана и в окрестностях Гондара. Получив иудаизм из Аравии, они, подобно своим соотечественникам, получившим оттуда же христианство, составили особое государство с центром в Самиене. Борьбою двух государств, вероятно, объясняется смутное время Эфиопии VII—XII веков.

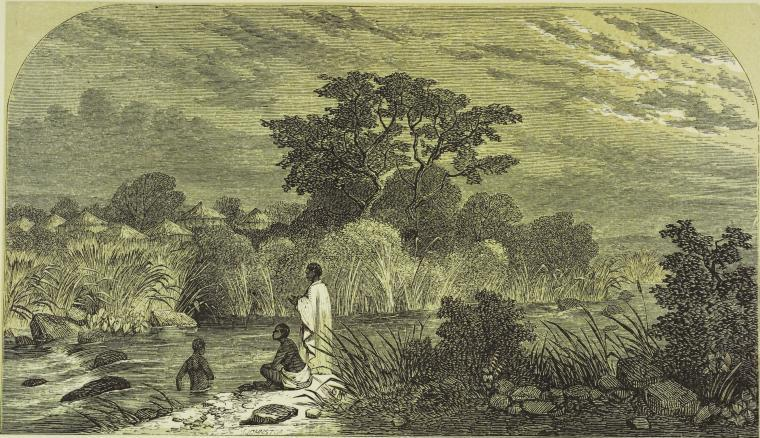
Деревня эфиопских евреев. Рисунок из «Странствий среди фалаша в Абиссинии» Г. А. Стерна (1862)

Летописи и предания рассказывают о погроме Аксумского царства со стороны иудействующей царицы Эсато-Гудит, или Тердаэ-Габац. Испанский еврей IX в. Элдад-Гадани говорит о могущественном еврейском царстве 4-х колен в земле Куш у р. Самбатион и Собатион (может быть — Собат), управляемом царём Узиилом, который располагает 480 тыс. солдат. Вениамин Тудельский в XII веке говорит лишь о независимых евреях на укреплённых эфиопских горах.
Новая амхарская абиссинская династия, начавшаяся Йикуно Амлаком и выдававшая себя за Соломонову, начала упорную борьбу с фалаша, которые к тому времени успели распространить иудейство по областям Вагаре, Цаламту и Цагадэ. Амда-Сион воевал против них в 1331 году; Исаак (1414—1429) разбил в Марабе, Варабе и Дамбее иудейских князей и выстроил церкви. При Зара-Якобе «наместники Цаламта и Самена оставили христианскую веру, приняли иудейство, истребили многих амхарцев, разбили царское войско и сожгли все церкви» (хроника Зара-Якоба). При Баэда-Марьяме они были умиротворены и наказаны Марком, правителем Бегамедра, и принуждены платить дань. Общая опасность при нашествии Граня заставила фалаша и их княжескую чету, Гедеона и Юдифь, быть верными вассалами Клавдия; они даже дали убежище царице и митрополиту. При Мине опять началась вражда. В 1559 году царь неудачно ходил против князя фалаша Радаэта. Последний с братом Халевом, надеясь на неприступность своих амб, отказал Сарца-Денгелю в дани. Царю удалось, несмотря на страшные лишения, с помощью артиллерии овладеть амбами. Через несколько лет князья фалаша Гошан и Гедеон, совершив опустошительный набег на Вагару, вызвали новый поход царя и новый погром самиенских высот. При Сисиннии отношения были ещё более враждебны вследствие иезуитского стремления царя к распространению католицизма.
В 1615 году князь фалаша Гедеон, освободив из плена Лже-Якова и дав ему солдат для продолжения борьбы с царём, подал повод к походу последнего в Самиен, разрушению крепости Мезирабы и взятию амб Хоши и За-Аанкасэ. Гедеон должен был просить мира на условии выдачи Лже-Якова. В 1624 году Сисинний окончательно разгромил фалаша; Гедеон был убит; лишь небольшая часть его подданных спаслась под начальством Финеаса. Фалаша Дамбеи, напуганные жестокостями Сисинния, приняли католицизм. После Сисинния княжество фалаша снова возродилось, хотя в меньшем объёме. Брюс в 1770 году говорит о князьях Гедеоне и Юдифи, располагавших 50 тыс. вооружённых бойцов; резиденцией их была уже не амба Гидеон, а гора Миссикат. В XIX веке княжества уже не было, и Рюппелю во время его путешествия в Самиене показывали развалины резиденции. Потомки князей жили ещё в конце XIX веке; один из них, авва Гедеон, пользовался в 70 годах известностью и среди христиан.

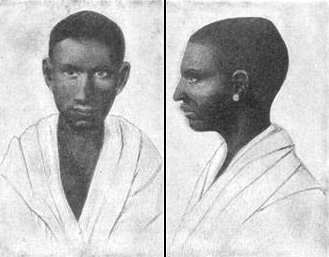
Еврейка из Эфиопии, иллюстрация из «Путешествия в Абиссинию» Э. Лефебюра

При Феодоре II и фанатичном Иоанне IV фалаша сделались объектом протестантских миссий и туземных насильственных обращений. Ещё англиканский иерусалимский епископ Гобат посылал в Абиссинию миссионеров; им разрешено было учить фалаша Евангелию, но крестить было предоставлено туземному духовенству. Дело миссий пошло успешно, но было остановлено свыше вследствие противодействия католиков и европейских евреев, и стараний туземного духовенства. Если в присутствии Феодора II происходили частые прения о вере, то Иоанн пошёл ещё дальше: при нём были запрещены нехристианские религии и немонофизитские исповедания. Священники в сопровождении солдат насильно крестили мусульман и фалаша; их загоняли в реки солдаты, стоявшие на берегу с заряженными ружьями.
При императоре Менелике фалаша пользовались полной свободой вероисповедания; иногда их беспокоили протестантские миссионеры, но они не находили поддержки со стороны правительства, понимающего, что крещение фалаша является лишь ширмой для иноверной пропаганды среди членов господствующей церкви. Под давлением миссий и временных гонений среди фалаша в 1860-х годах появились мессианские чаяния. Какие-то фанатики, авва Сирах и авва Мазари, убеждали фалаша идти в Палестину на встречу Мессии. Большинство последовавших за ними погибло, не дойдя до моря. В 1862 году фалаша из Дженди послали к «иерусалимскому первосвященнику» послание на эфиопском языке, жалуясь на свою отчуждённость, на отсутствие y них пророков и спрашивая, скоро ли наступит час избавления Израиля. Письмо попало в руки Гобата и только кружным путём, долго спустя, дошло до еврейской общины, которая оставила его без ответа, считая фалаша караимами. В 1867 году парижская Alliance Israélite командировала Галеви для ознакомления с вероучением фалаша и, если они окажутся иудеями, для заведения с ними сношений. Богатые результаты экспедиции погибли при осаде Парижа, и Галеви удалось лишь познакомить с ними в краткой статье о своём путешествии и в изданном им сборнике молитв фалаша.
В 1895 г. петербургские караимы пытались завести сношения с фалаша, адресовав к ним через К. Н. Леонтьева письмо со сведениями о себе и рядом вопросов. Письмо вследствие политических неурядиц не дошло по назначению; ответ на него дал Mondon-de-Vedaillet в 1896 г. Заинтересованные караимы пытались завязать сношения с фалаша через своих египетских единоверцев; те отправили к ним письмо через коптского патриарха, но ответа не получили. Обычаи и быт фалаша составляют в еврействе особую секту, наряду с караимами и самарянами.

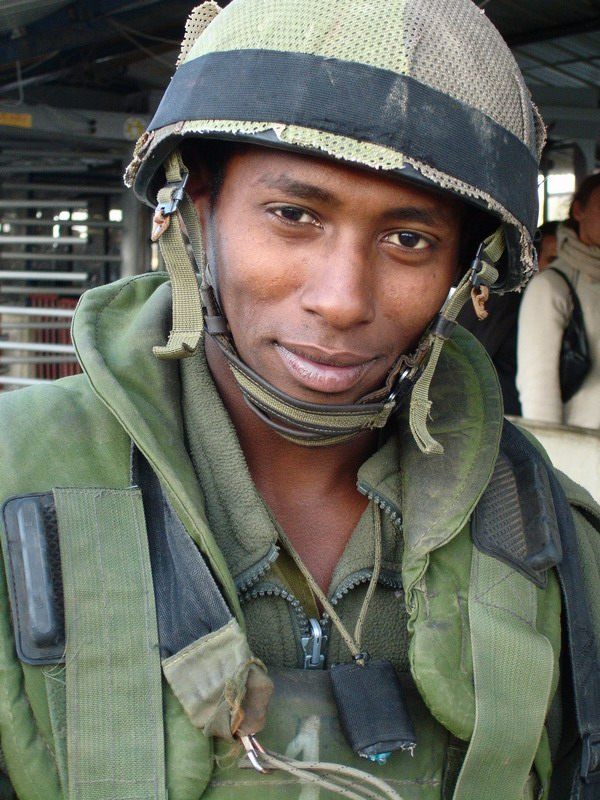
Израильский солдат из эфиопской общины

В 1977—1993 годах абсолютное большинство эфиопских евреев переселилось в Израиль (операции «Моисей» и «Соломон»). Лишь отдельные семьи и разрозненные группы (например, евреи Куары, их алия началась в 1998—1999 годах) пока остаются в Эфиопии. По оценочным данным во второй половине 1999 года в стране проживали около 2300 человек, имевших право на алию согласно Закону о возвращении; к тому же в стране живёт от тридцати тысяч до ста тысяч обращённых в христианство эфиопских евреев и их потомков, так называемых фалашмура, значительная часть которых стремится вернуться к иудаизму и переехать в Израиль. Точная численность фалашмура неизвестна: по разным оценкам их от нескольких тысяч до одного миллиона человек.
28 августа 2013 года Еврейское агентство (Сохнут) в рамках операции «Канфей йона» переправило в Израиль последнюю группу репатриантов. Двумя рейсами из Аддис-Абебы в Израиль прибыли 400 человек. В ходе операции за три года было доставлено в страну 7 тысяч репатриантов. Глава Сохнута Натан Щаранский заявил: «Это волнующее историческое событие, ведь с окончанием операции „Канфей йона“ мы завершаем круг, длившийся три тысячи лет». Таким образом завершилась репатриация евреев из Эфиопии.
Однако 27 июля 2015 года снова встал вопрос о репатриации в Израиль из Эфиопии ещё 6 — 7 тысяч человек. 12 ноября 2015 года было принято решение ввезти в Израиль ещё 9 146 эфиопских евреев.

## Религиозные особенности
Внешне эфиопские евреи мало отличаются от местного населения Эфиопии — амхара, хотя в самой общине нет однородного типа. Из-за смеси хамитских и семитских элементов у эфиопских евреев наблюдается большая разница в цвете кожи и в чертах лица, иногда напоминающего африканский тип (агау), а иногда семитский тип (весьма сходный с типом восточных евреев). В общине сохранилось представление, что более темнокожие, с явными африканскими чертами эфиопские евреи — бария — являются потомками рабов, принявших веру бетэ Исраэль. Группа бария, которая обозначает одновременно и статус, и происхождение, противопоставляется группе чуа («красные»), которые, согласно традиции, придя из Эрец-Исраэль, якобы посмуглели из-за африканских климатических условий (народное поверье эфиопских евреев утверждает, что после переселения в Израиль кожа «настоящих» евреев вновь побелеет). Чуа обычно не вступают в браки с бария. Имеется также немногочисленная группа смешанного происхождения («красно-чёрные»), которая появилась в результате отношений между мужчинами чуа и рабынями бария.
Фундаментом этнического самосознания бетэ Исраэль являлась религиозная система, совмещающая ветхозаветно-иудейские, христианские и панэфиопские верования и обряды. В XX в. после отмирания института монашества (мужского и женского) у бетэ Исраэль священнослужители (кессох, или кахенат) стали главными духовными лидерами общины. Они проводили литургические обряды, совершали жертвоприношения, проводили обряд обрезания, руководили жизнью общины. В связи с низким уровнем грамотности у эфиопских евреев кессох были основными хранителями ритуала и религиозно-исторической традиции. Если ранее другие священнослужители также осуществляли религиозную службу, то после XII века почти все они исчезли. Однако дабатарох (чтецы, помощники кессох) сохранились, главным образом в качестве писцов и религиозно-магических целителей, а также учителей в сельских религиозных школах.
К упомянутым выше особенностям их религиозного быта следует прибавить, что посты их и праздники в основном те же, что у других евреев, но в месяце Элуле они постятся ещё 10 дней в память пророка Иеремии, а в 11-ю луну — 10 дней в память Эстэр. Шавуот, как праздник жатвы, празднуют не только 12-го Сивана, но и 12-го Кислева, когда приносят начатки плодов и творят милостыню. Закон о чистоте соблюдают строго; не допускают к себе иноверцев; субботу чтут весьма тщательно. Но всё же влияние христианства сказывается в культовом служении. У фалаша не синагоги, а храмы (масгид — «место поклонения») с причтом из священников, диаконов и дабтара и с Пятикнижием на престоле. Служба совершается с каждением и потрясанием систрами; писание читается на эфиопском языке и переводится на местный диалект, на котором поются и гимны. В храм входит лишь причт; народ стоит на дворе. Священники носят белые тюрбаны, как и христианское духовенство. Они могут вступать в брак даже после поставления. Кроме белого духовенства, существуют монахи, живущие особняком и сами себе приготовляющие пищу и одежду. Они не допускают к себе мирян. Некоторые уверяют, что они евнухи. Наиболее уважаемый из них считается духовным главой секты, живёт в области Куара и называется «абуна». У монахов 9 ежедневных служб (при пении петуха — две, при восходе солнца, около полудня, в 3, 4 и 5 часов, при закате солнца и в полночь). Состарившись, монахи, как говорят, бросаются в пропасть или в воду, ссылаясь на книгу Еноха, по которой съеденные зверями и птицами не будут осуждены. Некоторые обряды напоминают христианские таинства крещения, покаяния и причащения. Начётчики из фалаша объясняют погружение младенца в воду на 40-й (девочки — на 80-й) день, при наречении имени — очищением матери, а вкушение после ежегодной исповеди хлеба — умилостивительной жертвой за грехи; при объяснении исповеди ссылаются на кн. Левит V, 5. Монашество оправдывают безбрачием Илии и трёх отроков. Влиянию христианства можно приписать призывание ангелов и наименование 12 патриархов апостолами. Фалаша пользуются и христианскими книгами, опуская лишь не подходящее к их мировоззрению или давая ему своё толкование. У них в большом ходу апокрифы и гностические писания; есть и небольшая литература, напоминающая мидраши. Имеются, между прочим, книги о патриархах и пророках, составленные по образцу христианских житий и даже носящих то же заглавие — «подвиги». Подобно эфиопским христианам, они установили ежемесячное повторение больших праздников. Молитвы их поэтичны и трогательны. В одной из них говорится о кончине мира: будет смятение, голод, жажда и мор; явится Элияху и будет проповедовать 53 года; потом исполнят своё время небо и земля, светила упадут, явится Бог и повелит архангелу Михаэлю трубить на Синае и Сионе; мёртвые воскреснут, праведные будут отделены от грешных. Кроме молитв и каждений, существуют и настоящие животные жертвоприношения.

## Этнические особенности
Эфиопские евреи традиционно занимаются земледелием и ремёслами, но не торговлей. Питаются фалаша печениями из тефа и дагуссы, едят дурру, лук и чеснок; никогда не употребляют сырого мяса, которое в большом ходу у их соседей. Многожёнство не распространено; вступают в брак в зрелом возрасте. Воспитанием занимаются священники и дабтара; оно состоит в чтении и заучивании псалмов, в толковании Библии. Кладбища — вне селений, надгробные камни — без надписей; в честь умерших совершается тризна (ивр. אַזכָּרָה‎ azkara — «поминки»).

## Группы
Среди эфиопских евреев выделяют также
- Фалашмура (включая Бета Аврахам[англ.]) — потомки принявших христианство евреев.
- Бария[ивр.] — потомки рабов, принадлежавших евреям, и принявших гиюр.